# Sweet Thursday (groupe)
Pour les articles homonymes, voir Sweet Thursday.
Sweet Thursday est un groupe britannique de rock de la fin des années 1960.

## Historique
Fondé en 1968, Sweet Thursday signe chez Tetragrammaton Records et publie l'album Sweet Thursday l'année suivante, mais la faillite du label le fait passer quasiment inaperçu. Le groupe se sépare peu après.

## Membres
Sweet Thursday se compose de Nicky Hopkins aux claviers, Alun Davies et Jon Mark à la guitare, Brian Odgers à la basse et Harvey Burns à la batterie. Hopkins est à l'époque un musicien de studio célèbre, qui a joué avec les Beatles, les Rolling Stones et beaucoup d'autres. Mark et Davies avaient déjà joué ensemble au début des années 1960 ; après leur passage dans Sweet Thursday, le premier deviendra un accompagnateur fidèle de Cat Stevens tandis que le second rencontrera le succès au sein du duo Mark-Almond.

## Discographie
- 1969 : Sweet Thursday